# Étienne Joumard
Étienne Joumard, né le 18 septembre 1995 à Gleizé dans le Rhône, est un joueur français de basket-ball.